# Рувума (регіон)
Рувума (суах. Ruvuma) — один з 31 регіону Танзанії. Площа становить 63 498 км², за переписом 2012 року його населення становило 1 376 891 людину.  Адміністративний центр - місто Сонгеа.

## Географія
Регіон розташований в південній частині країни. Межує з регіонами Іринга на північному заході, Морогоро на півночі, Лінді на північному сході і Мтвара на сході, а також з Мозамбіком на півдні. Має на заході вихід до озера Ньяса, за яким межує з Малаві.

## Адміністративний поділ
В адміністративному відношенні ділиться на 5 округів:
- Мбінга
- Намтумбо
- Сонгеа сільський
- Сонгеа міський
- Тундуру